# Струтинка (Савранська селищна громада)
Струти́нка — село Савранської селищної громади у Подільському районі Одеської області в Україні. Населення становить 115 осіб.
Село Струтинка розташоване на південь від центру громади смт. Саврань та входить до складу Неділківського старостату (до 17.07.2020 — Неділківської сільської ради).
На 1998 рік в с. Струтинка проживало 126 чоловік.

## Історія
Отримало село назву від імені села Струтинки Херсонської губернії, звідки вийшов перший житель та засновник цього села.
У 1798 році слобідка Струтинки, в складі маєтку, була подарована російським урядом статському раднику Дениску у 1798 році в слобідці Струминка було зроблено опис державних будівель, серед них були: будинок фільварочний для диспозитора (дерев'яний), комора дерев'яна, ще одна комора для посуду, сарай, обора для худоби, тік.
За переписом, у 1798 році в селищі Струтинка було 18 дворів, в яких проживало 27 душ обох статей. У другій половині XIX ст.. (в 1872 році) село належало поміщику Севастьянову.
Під час організованого радянською владою Голодомору 1932—1933 років помер щонайменше 1 житель села.
12 червня 2020 року, відповідно до Розпорядження Кабінету Міністрів України від № 724-р «Про визначення адміністративних центрів та затвердження територій територіальних громад Одеської області», увійшло до складу Савранської селищної територіальної громади.
19 липня 2020 року, в результаті адміністративно-територіальної реформи і ліквідації Савранського району, село увійшло до складу новоутвореного Подільського району Одеської області.

## Населення
Згідно з переписом УРСР 1989 року чисельність наявного населення села становила 142 особи, з яких 58 чоловіків та 84 жінки.
За переписом населення України 2001 року в селі мешкало 110 осіб.

### Мова
Розподіл населення за рідною мовою за даними перепису 2001 року:
| Мова       | Відсоток |
| ---------- | -------- |
| українська | 95,65 %  |
| російська  | 3,48 %   |
| молдовська | 0,87 %   |